# RPX Corporation
RPX Corporation（NASDAQ: RPXC）は特許リスク軽減を掲げるサービスを提供する企業である。このサービスには、特許リスク管理ソリューション、防衛的買収の引受の申出、引受買収（シンジケーション）、特許情報戦略（インテリジェンス）、アドバイザリー・サービスの提供などが含まれる。同社は2008年3月の設立以来訴訟に代わる合理的な手法を提供することにより特許市場に効率性を持ち込むことに成功したと主張している。サンフランシスコに基盤を持つ同社は、売買の元手となる元金を集めることだけではなく、特許に対する深い専門的知識、顧客が特許買収を行う際によりすぐれた原動力となるように寄与することなどと組み合わせることを取引の有力な手段としている。同社は潜在的な問題を引き起こす可能性のある特許を事前に買い取り、貴重な情報を同社の顧客に提供している。これら同社の手法により、成長著しい同社の顧客集団に向けられた特許権主張の申立を軽減しようと模索している。
特許訴訟問題を解決するため、RPXは市場原理に基づいたソリューションを生み出しており、その重要な要素に防衛的特許集約（防衛的特許アグリゲーション）が存在する。RPXの防衛的特許集約サービスは、特許権のライセンシングや他者への特許権の行使を専らの目的として特許を買収するパテント・トロールとも呼ばれる非事業体（non-practicing entities, NPEs）から、顧客が提訴される危険を軽減するため設けられている。
RPXは企業顧客集団である会員に対し敵対的に使用される可能性のある、高価値かつ妥当性、危険性のある特許資産を特定し、購入する。状況次第では、RPXは第三者から又はNPEから直接、特許資産を買い取る可能性がある。必要かつ可能な場合にはRPXは積極的に訴訟に打って出ることなく特許権を買い取ることになる。
RPXはアグリゲーションのポートフォリオに含まれる特許に対し、特許権の主張または訴訟を提起することは決してないとの誓約を結んでいる。

## 会員
以下は会員の一部である。
- エイサー
- AVG Technologies
- バーンズ・アンド・ノーブル
- チェック・ポイント・ソフトウェア・テクノロジーズ
- Coby Electronics Corporation
- デル
- ENEA Embedded Technology, Inc.
- ESET
- F-Secure
- ヒューレット・パッカード
- 日立製作所
- HTC
- IBM
- InFocus
- インテル
- ジュニパーネットワークス
- フィリップス
- Leap Wireless International, Inc.
- LGエレクトロニクス
- マカフィー
- マイクロソフト
- Nanya Technology Corporation
- NEC
- ノキア
- Norman ASA
- ノベル
- ニュアンス・コミュニケーションズ
- OneCommand
- パーム
- パナソニック
- ブラックベリー
- サムスン電子
- セイコーエプソン[8]
- シャープ
- ShoreTel
- ソニー
- ソフォス
- Sunbelt Software
- シマンテック
- ティーボ
- ベライゾン・コミュニケーションズ
- Vlingo

## 事業
RPXのサービスは公開市場から特許権を買い取ることにより、会員がNPEからの訴訟リスクとコストを蒙る危険性を軽減することを目的としている。
RPXの顧客はRPXの特許ポートフォリオとして集約（アグリゲート）された全ての特許権ならびに関連する権利のライセンスを受け取る。同社の顧客が会員になった時点でのRPXの取得済みの特許、または会員になったのちにRPXが購入した特許、更に会員資格有効期間中に他の会員が売却したあらゆる特許は、時間が経つにつれて、会員顧客はこれら特許を永続的なライセンスとして受け取ることができる。
このサービスは会員からの年会費で成り立っており、会員企業のビジネスに直接影響を与える特許に対する様々なサービスを提供する。RPXの年会費は会員の企業規模に応じて60,000ドルから660万ドルと幅があるが、原則、単一の係争事例では常識的な費用で済む。年会費はRPXのポートフォリオの価値を高めるための原資に充てられる故、年度毎に増加する可能性があるが、初期の参加会員は低い増加率に抑えられている。とはいうものの、RPXの顧客集団に参加した企業はのちに、費用支払いが参加時点のレートに抑えられることになり、ほぼ同一の利益を享受している。RPXは固定費で広範囲なライセンスも行っており、RPXの提供するアグリゲーションのサイズに基づいた費用のみ徴収し、その額を増やすことはない。
2011年5月には、RPXは NASDAQにて株式公開を行い取引を開始している。もともと同社はベンチャーキャピタルのKPCB、Charles River Ventures、Index Venturesの出資を受け、電子商取引、金融サービス、ハードウェア製造、ネットワーク・ソフトウェア・ワイアレス技術企業へのサービス提供を目的に設立された。
2008年3月に設立された時点から、RPXはモバイル・インターネット検索・RFID各市場において、総数1,800点以上の特許・特許権買収のため3億ドルを超える資金を投じた。RPXは当初の予定通り最初の年だけで特許権買収事業に1億ドル投資している。
2009年7月時点で、14の会員がRPXの「防衛的特許集約サービス」（Defensive Patent Aggregation Service）契約を締結した。
2011年現在、RPXは1,800点以上の特許買収に3億ドルを超える資金をつぎ込み、顧客の23件の訴訟を解決しうち160回を超える訴訟却下を達成した。
2011年6月30日現在、RPXの顧客集団には96の顧客が属す。

## 役員
- ジョン・A・アムスター（John A. Amster）、CEO
- ジェフリー・T・バーカー（Geoffrey T. Barker）、COO
- エラン・ズール（Eran Zur）、会長（President）